# لویسته
لویسته (به لاتین: Levishte) یک منطقهٔ مسکونی در بلغارستان است که در شهرستان اسووگ واقع شده‌است.